# Grewia salutaris
Grewia salutaris är en malvaväxtart som beskrevs av Johan Baptist Spanoghe. Grewia salutaris ingår i släktet Grewia och familjen malvaväxter. Inga underarter finns listade i Catalogue of Life.